# Acanthoprasium integrifolium

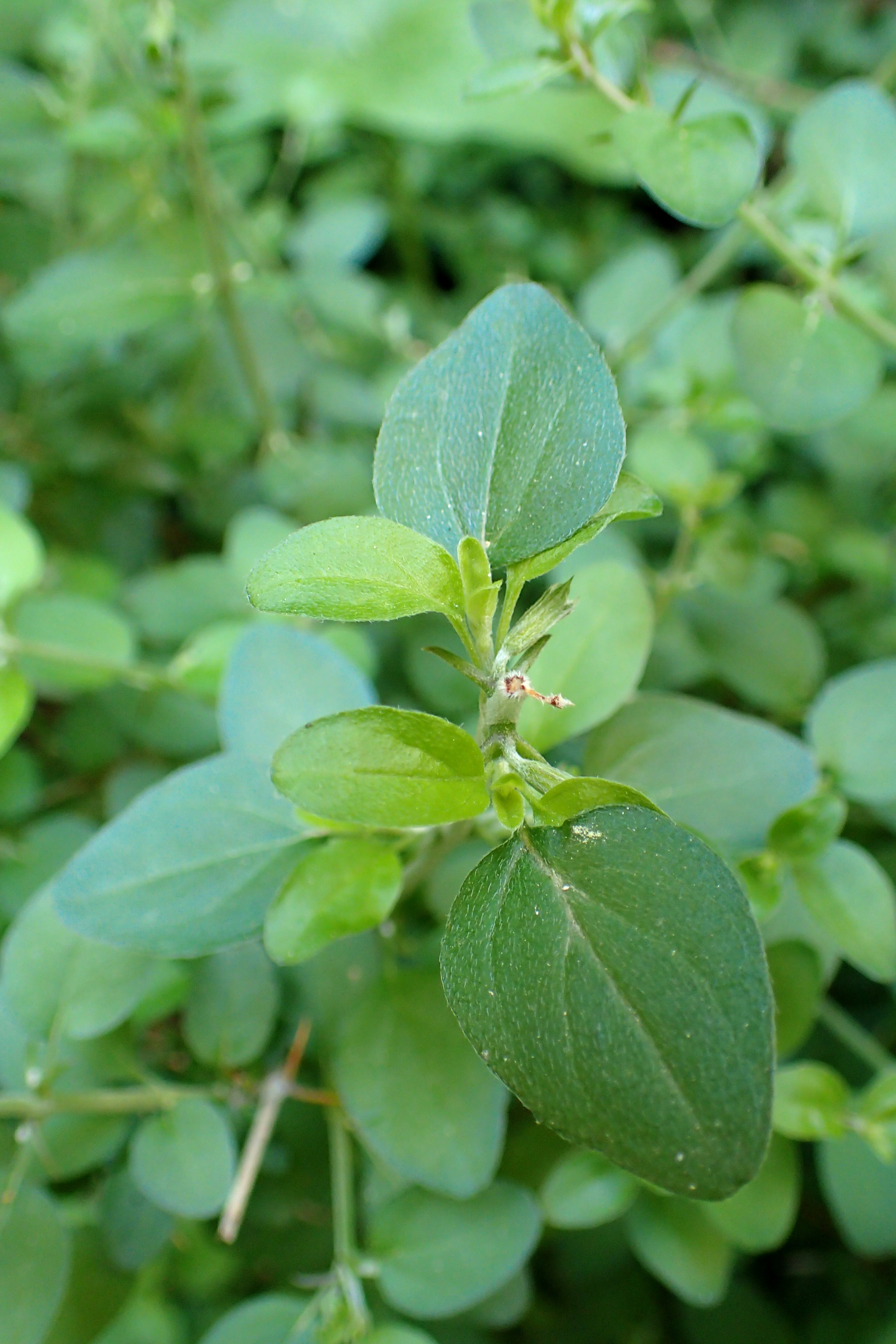
Blätter

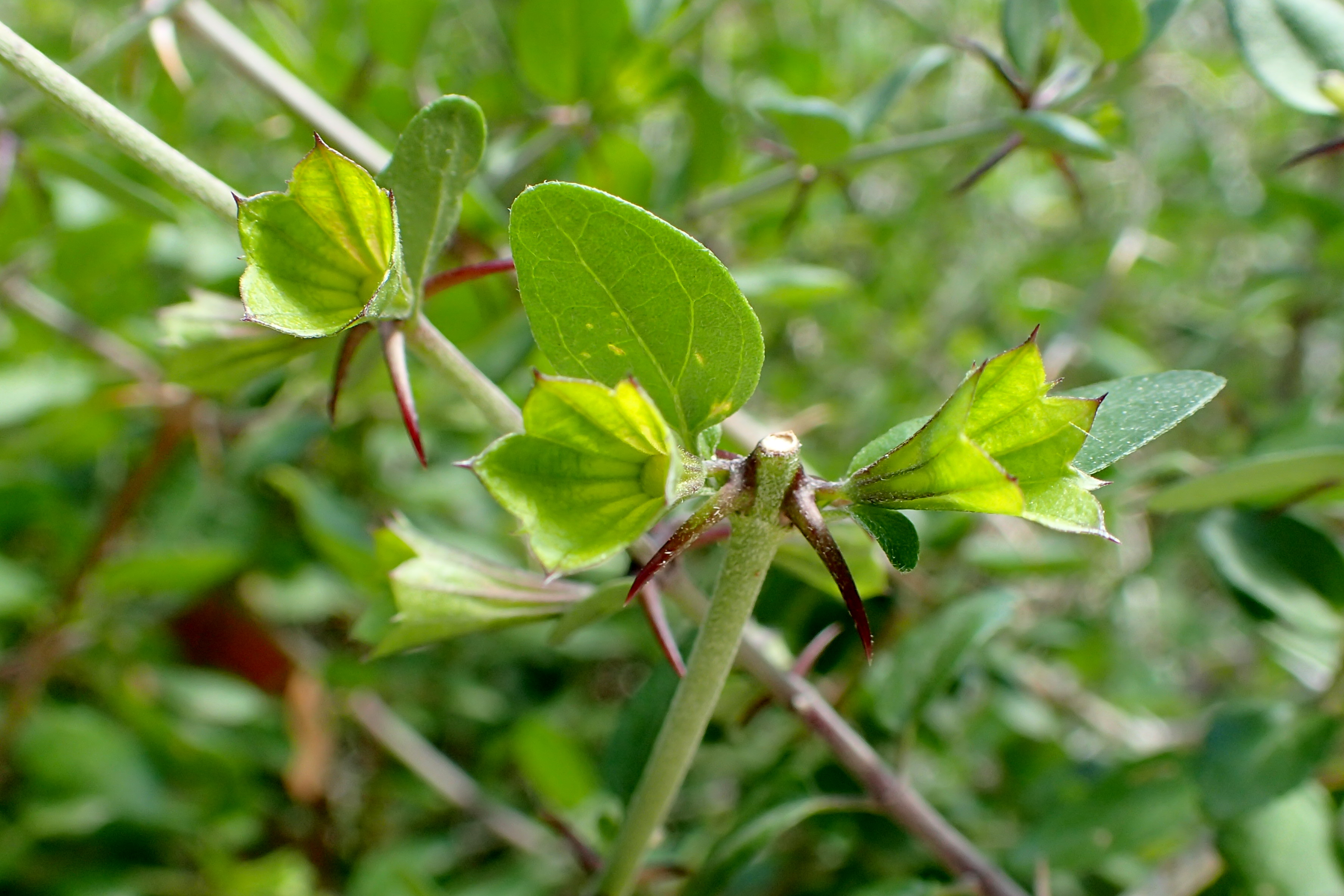
Blütenkelche

Acanthoprasium integrifolium ist eine Pflanzenart aus der Gattung Acanthoprasium innerhalb der Familie der Lippenblütler (Lamiaceae). Es ist ein Endemit von Zypern.

## Beschreibung

### Vegetative Merkmale
Acanthoprasium integrifolium ist ein kleiner Strauch und erreicht Wuchshöhen von höchstens 1 Meter. Seine Zweige sind jung stumpf vierkantig. Die Behaarung (Indument) ist recht unterschiedlich, sie besteht aber nur aus einfachen Haaren.
Die gegenständigen Laubblätter sind in Blattstiel und Blattspreite gegliedert. Der Blattstiel ist bis zu 15 Millimeter lang. Die einfache Blattspreite ist bei einer Länge von 7 bis 30 Millimetern sowie einer Breite von 5 bis 25 Millimetern eiförmig oder länglich und ganzrandig oder selten etwas gelappt. 

### Generative Merkmale
Die Blütezeit reicht von April bis Juni. Der meist verzweigt Blütenstand besteht aus Zymen, die jeweils nur eine Blüte enthalten. Die Deckblätter sind auffällig, sie sind kahl, braun, 7 bis 15 Millimeter lang und zu geraden oder gebogenen Dornen umgebildet.
Die zwittrigen Blüten sind zygomorph und fünfzählig mit doppelter Blütenhülle. Der Kelch ist trichterförmig oder glockig und 11 bis 15 Millimeter lang und etwa 7 bis 9 Millimeter breit; er trägt fünf fast gleich lange Zähne. Die Blütenkrone ist deutlich zweilippig, sie ist weiß oder lila oder weiß mit roten Streifen, ihre Kronröhre trägt innen einen Haarring. Die Oberlippe ist helmartig und außen behaart. Die Unterlippe ist dreilappig, der Mittellappen ist ausgerandet, 3 bis 5 Millimeter lang und 6 bis 7 Millimeter breit. Der 12 Millimeter lange Griffel besitzt sind fast gleich lange Griffeläste. 
Die dunkelbraunen Nüsschen sind am oberen Ende gerundet, 3,5 Millimeter lang und 2,5 Millimeter breit.

## Vorkommen
Dieser Endemit kommt nur auf Zypern vor. Acanthoprasium integrifolium gedeiht an Kalk- oder Sandsteinfelsen, an steinigen Hängen, auch an Mauern. Man findet Acanthoprasium integrifolium in Höhenlagen von Meereshöhe bis zu etwa 750 Metern.

## Taxonomie
Die Erstveröffentlichung erfolgte 1834 unter dem Namen (Basionym) Ballota integrifolia durch George Bentham in Labiatarum Genera et Species Seite 599. Die Neukombination zu Acanthoprasium integrifolium (Benth.) Ryding wurde durch den dänischen Botaniker Per Olof Ryding im Jahr 2011 in Taxon; Official News Bulletin of the International Society for Plant Taxonomy Band 60 Teil 2, Seite 482
durchgeführt. Ein weiteres Synonym für Acanthoprasium integrifolium (Benth.) Ryding ist Ballota wettsteinii Rech. Seit 2011 gehört sie mit einer zweiten Art, Acanthoprasium frutescens, in die Gattung Acanthoprasium. Aber schon 1893 hatte John Isaac Briquet die nahe Verwandtschaft beider Arten erkannt.